# Corynascidia vinogradovae
Corynascidia vinogradovae is een zakpijpensoort uit de familie van de Corellidae. De wetenschappelijke naam van de soort is voor het eerst geldig gepubliceerd in 1998 door Sanamyan.